# 안종필
안종필(1937년 5월 5일 ~ 1980년 2월 29일)은 대한민국의 기자이다. 한국외대 영문학과를 졸업하고 1966년 동아일보에 입사했고 1974년 자유언론실천선언에 참여했지만 1975년에 해고되었다. 안종필은 1977년 5월부터 동아투위의 위원장으로서 자유언론실천운동을 선도했다. 안종필은 자유언론실천선언 4주년이던 1978년 10월 24일 동아투위소식지에 민권일지를 공개했다는 이유로 1978년 10월 26일 체포되었고 유신 체제가 10·26사태로 무너진 뒤인 1979년 12월 4일에 구속집행정지로 출감했지만, 투옥중 얻은 간암을 이기지 못하고 1980년 2월 29일에 서울대병원에서 사망했다.
안종필의 사망 후 1987년에 언론인들은 '안종필 자유언론상'을 제정했는데, '안종필 자유언론상'은 동아일보사에서 해직된 언론인들이 결성한 동아투위가 안종필의 뜻을 기려 제정한 상이다.